# Congress of Aboriginal Peoples
Der Congress of Aboriginal Peoples (CAP) ist eine politische Dachorganisation in Kanada, die ihre Klientel in denjenigen Angehörigen der First Nations und Métis sieht, die nicht in einem Reservat leben oder als Indianer anerkannt sind. Letztere werden als Non-status Indians bezeichnet. 
Dabei sind diese nicht selbst Mitglieder, sondern deren Vertretungen sind Mitgliedsorganisationen im CAP. Diese sind nach Provinzen und Territorien organisiert und heißen dementsprechend provincial and territorial organizations (PTOs). Jede von ihnen hat ihre eigenen Regularien und wird separat auf der Basis des Aboriginal Representative Organization Program (AROP) von staatlicher Seite und zugleich von Seiten der jeweiligen territorialen Einheit gefördert. In den größeren Provinzen sind diese wiederum nach Regionen (regions) oder Zonen (zones) organisiert, es bestehen aber auch Büros in zahlreichen Kommunen. Hauptsitz ist Ottawa. Dort finden die jährlichen Versammlungen statt, zu denen jede PTO 16 Delegierte entsendet, von denen mindestens einer ein Älterer, resp. eine Ältere sein muss, bzw. ein Junger (youth) muss sich unter ihnen befinden. In geheimer Wahl werden alle drei Jahre Chief und ViceChief (etwa: Häuptling und Vizehäuptling) gewählt. 
Zu den PTOs zählt etwa die Aboriginal Affairs Coalition of Saskatchewan mit Sitz in Saskatoon, die Alliance Autochtone du Quebec Inc, der Aboriginal Council of Manitoba , die Federation of Newfoundland Indians , die Labrador Metis Nation, der New Brunswick Aboriginal Peoples Council, die Native Councils von Nova Scotia und von Prince Edward Island, die Ontario Coalition of Aboriginal Peoples und die United Native Nations Society. 
Die Organisation entstand 1971 unter dem Namen Native Council of Canada und wurde von Tony Belcourt von 1971 bis 1974 geführt. Bisher waren zwei Frauen Präsident, nämlich Gloria George (1975–1976) und Viola Robinson (1990–1991). Ihr derzeitiger President oder Chief ist Patrick Brazeau, ein Algonkin aus dem  Reservat von Kitigan Zibi bei Maniwaki (seit Februar bzw. November 2006). Er studierte Social Sciences und Civil Law an der Universität Ottawa und ist der 12. Chief der Organisation.   
Der CAP geht davon aus, dass 79 % der Ureinwohner (Aboriginals) außerhalb der Reservate lebt, während das Department of Aboriginal Affairs and Northern Development erheblich niedrigere Zahlen angibt, und davon ausgeht, dass etwa die Hälfte der Indigenen in Reservaten lebt. 
Bei den Wahlen von 2006 unterstützte die Organisation die Konservative Partei Kanadas. Im Jahr 2000 wandte sich die Organisation gegen den Firearm Control Act, das Waffenkontrollgesetz, das die Registrierung aller Waffen vorsah. Die Federation of Saskatchewan Indian Nations sah bereits 1995 ihre vertraglich garantierten Jagdrechte durch das Gesetz gefährdet, denn sie beriefen sich auf Verträge, die ihnen das gleiche Leben garantierten, wie sie es traditionell vor Vertragsabschluss geführt hatten.